# Cosmologia observacional
A cosmologia observacional é o estudo da estrutura, a evolução e a origem do Universo através da observação, utilizando instrumentos como telescópios e detetores de raios cósmicos.